# Hsu Yu-hsiou
Hsu Yu-hsiou (* 2. April 1999 in Changhua) ist ein taiwanischer Tennisspieler.

## Karriere
Hsu spielte bis 2017 auf der ITF Junior Tour. Dort konnte er mit Rang 5 seine höchste Notierung in der Jugend-Rangliste erreichen. Sein bestes Abschneiden im Einzel einem Grand-Slam-Turnier gelang ihm 2017 bei den Australian Open mit der dritten Runde. Im Doppel gewann Hsu an der Seite des Chinesen Zhao Lingxi die Australian Open, mit Axel Geller die Wimbledon Championships und mit Wu Yibing die US Open und somit drei der vier Grand-Slam-Turniere in einem Jahr. Ende des Jahres schied er bei den ITF Junior Masters in der Vorrunde aus.
Bei den Profis spielte Hsu ab 2015 vereinzelt Turniere. 2016 erreichte er auf der ITF Future Tour erstmals ein Halbfinale und spielte sein erstes Turnier auf der ATP Challenger Tour in Kaohsiung. 2018 gab er sein Debüt für die taiwanische Davis-Cup-Mannschaft im Match gegen Iran, bei dem er einen Sieg beitragen konnte. Im Einzel und Doppel gewann er jeweils seinen ersten Future-Titel – im Doppel wurden es sogar vier Titel im Kalenderjahr. Zudem stand er in Taipei im Doppel erstmals im Halbfinale und wenig später in Kaohsiung auch erstmals im Endspiel eines Challengers. Das Jahr schloss er mit Rang 618 in der Weltrangliste im Einzel und Platz 306 im Doppel jeweils am bis dato besten ab. 2019 stand Hsu in zwei Einzel- und sechs Doppelendspielen auf der Future Tour und gewann seinen zweiten Einzel- und fünften bis siebten Titel. Bei Challengers gab es keine nennenswerten Höhepunkte und in der Rangliste konnte er sich nur im Einzel leicht verbessern. 2020 kam einzig sein achter Future-Doppeltitel dazu. 2021 gelang Hsu dann wieder eine Steigerung. Vier von fünf erreichten Einzelfinals nutzte der Taiwaner zum Titelgewinn, im Doppel waren es erneut vier Titel. Anders als zuvor schaffte Hsu diesmal aber auch bei Challengers zu überzeugen. In Nur-Sultan stand er dort erstmals im Viertelfinale, zwei weitere Male stand er in der zweiten Runde. Im Doppel siegte er nacheinander an der Seite von Benjamin Lock in Nur-Sultan I und Nur-Sultan II. Kurz vor Jahresende erreichte er in Antalya III und Antalya IV zwei weitere Finals, von denen er letzteres an der Seite von Oleksij Krutych zu seinem dritten Challenger-Titel nutzte.
2022 spielte er zunächst Future-Turniere, wo er seine Titelanzahl auf 7  im Einzel und 17 im Doppel erhöhte. Er spielte seine zweite Davis-Cup-Begegnung und gewann sein zweites Match dort. Im März stieg er auf sein Karrierehoch von 331 im Einzel, während er im Doppel im April an 181 notiert war.

## Erfolge
| Legende (Anzahl der Siege) |
| Grand Slam                 |
| ATP Finals                 |
| ATP Tour Masters 1000      |
| ATP Tour 500               |
| ATP Tour 250               |
| ATP Challenger Tour (8)    |

### Einzel

#### Turniersiege
| Nr. | Datum            | Turnier | Belag     | Finalgegner  | Ergebnis  |
| --- | ---------------- | ------- | --------- | ------------ | --------- |
| 1.  | 6. November 2022 | Sydney  | Hartplatz | Marc Polmans | 6:4, 7:65 |

### Doppel

#### Turniersiege
| Nr. | Datum             | Turnier          | Belag     | Partner         | Finalgegner                                    | Ergebnis          |
| --- | ----------------- | ---------------- | --------- | --------------- | ---------------------------------------------- | ----------------- |
| 1.  | 18. Juli 2021     | Astana (1)       | Hartplatz | Benjamin Lock   | Peter Polansky Serhij Stachowskyj              | 2:6, 6:1, [10:7]  |
| 2.  | 25. Juli 2021     | Astana (2)       | Hartplatz | Benjamin Lock   | Oleksij Krutych Grigori Lomakin                | 6:3, 6:4          |
| 3.  | 12. Dezember 2021 | Antalya          | Sand      | Oleksij Krutych | Sanjar Fayziyev Markos Kalovelonis             | 6:1, 7:65         |
| 4.  | 26. November 2022 | Yokkaichi        | Hartplatz | Yūta Shimizu    | Masamichi Imamura Riō Noguchi                  | 7:62, 6:4         |
| 5.  | 25. Februar 2023  | Bangalore        | Hartplatz | Chung Yun-seong | Anirudh Chandrasekar N. Vijay Sundar Prashanth | 3:6, 7:67, [11:9] |
| 6.  | 14. Juni 2025     | Lyon             | Sand      | Kaichi Uchida   | Luca Sanchez Seita Watanabe                    | 1:6, 6:3, [12:10] |
| 7.  | 26. Juli 2025     | Bloomfield Hills | Hartplatz | Huang Tsung-hao | Theo Winegar Michael Zheng                     | 4:6, 6:3, [11:9]  |